# Caponera

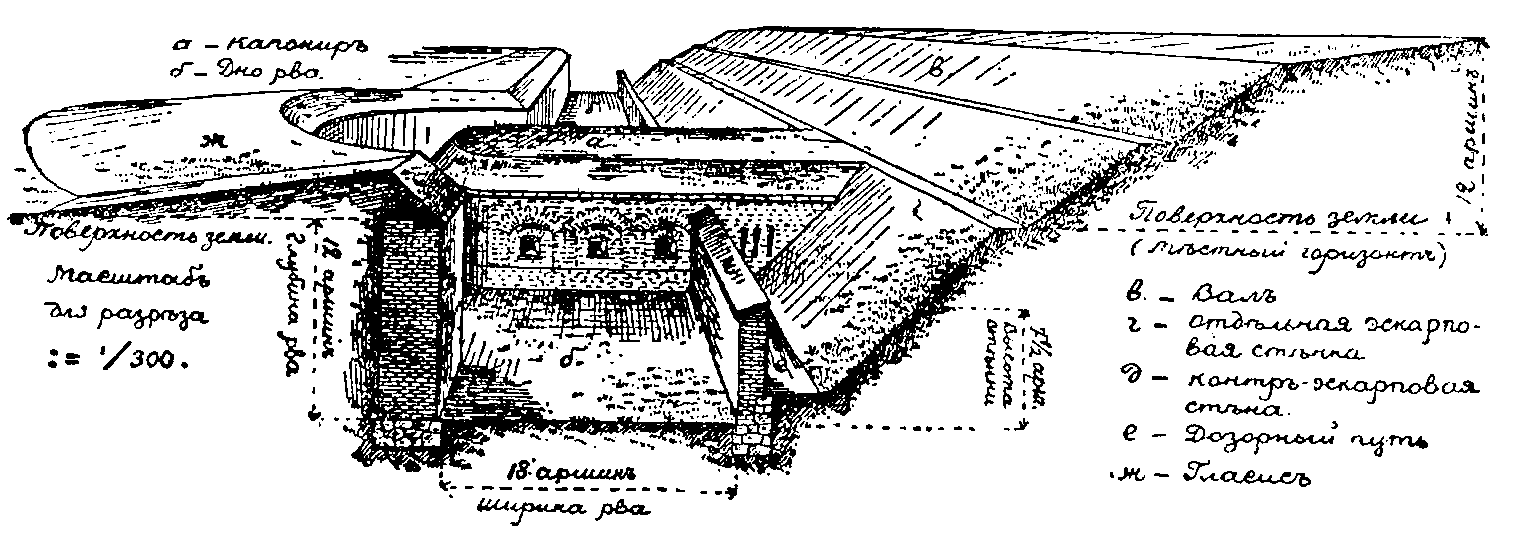
Esquema de una caponera.

La caponera era una obra de fortificación que primitivamente consistió en una simple estacada con aspilleras o troneras para defender el foso, estableciendo a la vez una comunicación entre la fortificación principal y las obras exteriores (por ejemplo, con un revellín o un hornabeque). Se trataba, en suma, de unas obras defensivas situadas en el fondo del foso en sentido perpendicular, cuando dicho fondo quedaba fuera del campo visual del parapeto principal.
En la Edad Moderna, singularmente en la escuela alemana, solía ser una obra saliente hacia el foso destinado a flanquearlo con fuego de fusilería y/o de artillería (principalmente botes de metralla), albergaban de 15 a 20 soldados, que hacían fuego por aspilleras a uno y otro lado del foso, cuando intentaban atravesarlo al asalto). Es típico de las fortificaciones poligonales del siglo XIX (tipo Séré de Riviéres, en Francia o de los fuertes de los Pirineos españoles). Fue sustituido en su función por los cofres de contraescarpa.
«...haciéndose ellos fuertes en ciertas casamatas bajas en forma de galería, o, como desde entonces las comenzaron a llamar de caponeras» (Carlos Coloma. Las Guerras de los Estados Baixos... Barcelona, a costa de Miguel Manescal, 1627, impreso en casa de la viuda Elizabet Tomasa; otras obras: traductor de Analesde Cornelio Tácito, Barcelona, impr. Diario de Barcelona, 1866, 4 volúmenes; autor adicional de Guerras del Palatinado y de los Estados Bajos, Barcelona, Subirana, 1884, 2 tomos; Relación del socorro de Bruxas, 1631).

Tarde cuanto pudiere

En reducirse el foso

Defiendale, si es seco

Con casamatas, cofre, caponeras.
(Bernardino Rebolledo y Villamizar, Conde de Rebolledo, Silva militar y política, 1661)

## Opiniones
Según el erudito en temas militares, Étienne Alexandre, (Barón de Bardin), autor de la obra en 4 volúmenes, Dictionnaire de l'armée de terre ou recherches historiques sur l'art et les usages militaires des anciens et des modernes, Éditeur Perrotin, París, deriva esta voz de la italiana capone; y significó:
- Primeramente cuerpo de guardia acasamatado, de donde se podía hacer fuego con seguridad
- Pero como los defensores se mantenían a cubierto, algunos han supuesto fue tomada del vocablo chapón.
- Heinrich Adolf von Zastrow, autor de la obra Histoire de la fortification permanente..., París, C. Tanera, 1866, dice que no es conocido el inventor de las caponeras, que se propusieron en Italia hacia el año 1496 y que lo averiguado es que en el año 1506 el ingeniero italiano Pallavicini las construyó.
- Tomás de Puga y Rojas, en su obra Compendio militar, que demuestra a todos los professores de la guerra, oficiales, y soldados, lo tocante á sus exercicios ... , impreso en Quesada, por el autor, 1707, dejó escrito lo siguiente : «de las cuales, casamatas en la contraescarpa, no usan los franceses, quienes en lugar de estas hacen galerías que atraviesan el foso correspondiente a la mitad de las cortinas, a las cuales llaman caponeras por ser su hechura en forma de jaula.»

## sigloXIX
Significaba una obra de fortificación y galería de comunicación, que se empleaba para impedir el paso al foso, obras de gran capacidad que estaban dispuestas para la infantería y artillería ligera con empleo de botes de metralla y que constituía uno de los elementos más importantes en la defensa de los fosos de la fortificación poligonal.

## Dónde se construían
Salían de las escarpas de los fosos, bien en los ángulos de la misma, bien en el punto medio de un tramo de foso. Cuando flanqueaban dos tramosde fosos reciben la denominación de caponeras y de semicaponers si tienen un solo flanco y flanquean un solo tramo de foso. Generalmente están desenfiladas con relación a la contraescarpa, es decir, alcanzan menor altura que ella con objeto de estar parcialmente a cubierto de los proyectilees enemigos.